# Тейтур Тордарсон
Тейтур Тордарсон (исл. Teitur Þórðarson; 14 января 1952, Акранес, Исландия) — исландский футболист и футбольный тренер.

## Карьера

### Футбольная
Выступал на позиции нападающего. Считался одним из сильнейших футболистов Исландии того времени. Играя за родной «Акранес» Тордарсон сумел заинтересовать шведских тренеров. С 1978 по 1981 год он выступал за «Эстер». В его составе Тордарсон выигрывал чемпионат и кубок Швеции.
Некоторое время исландец играл во французском первенстве за «Ланс» и «Канн». Затем некоторое время Тордарсон находился в распоряжении швейцарского «Ивердона». Завершал свою карьеру футболист в Швеции.
В 13 лет Тейтур Тордарсон вызывался в сборную Исландии. За неё он провел 41 игру и забил 9 мячей.

### Тренерская

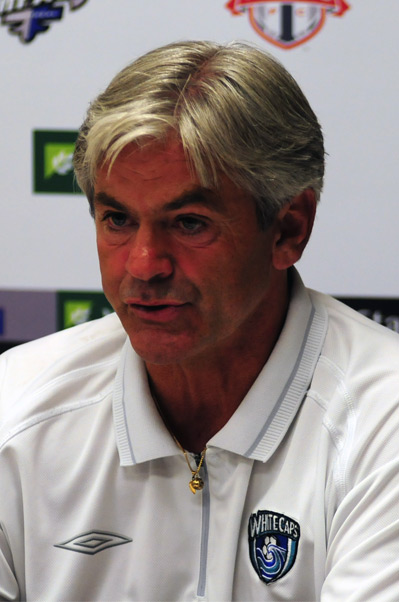
Тордарсон в 2009 году

Начинал свою тренерскую карьеру Тордарсон в шведском клубе «Шёвде», в котором он завершил свою игровую карьеру. Затем исландец перебрался в Норвегию, где работал с несколькими ведущими клубами страны. В 1994 году он сделал «Лиллестрём» вице-чемпионом страны.
С 1996 по 1999 год Тейтур Тордарсон возглавлял сборную Эстонии. При нём она добилась серьезного прогресса в своей игре. Под его руководством, за три года эстонцы сыграли 57 матчей и начала поставлять игроков в зарубежные клубы. Параллельно он возглавлял местную «Флору», с которой побеждал в чемпионате, кубке и суперкубке Эстонии. За свою работу исландский специалист был удостоен ордена Креста земли Марии и высшей награды Эстонского футбольного союза — Золотого знака ЭФС.
В 2000 году Тордарсон привел «Бранн» к серебру норвежского первенства. Затем его тренерская карьера пошла на спад.
В 2008 году тренер уехал в Канаду. В течение двух лет он работал с «Ванкувером Уайткэпс». В 2011 году он был главным тренером нового канадского клуба с идентичным названием «Ванкувер Уайткэпс». Вместе с исландцем он провёл свой первый сезон в MLS.
После этого специалист некоторое время трудился в Индии. Затем Тордарсон вернулся в Норвегию, где продолжает свою работу с клубами низших лиг.

## Достижения

### Игрока
- Чемпион Швеции (3): 1978, 1980, 1981
- Обладатель Кубка Швеции (1): 1976/77
- Чемпион Исландии (4): 1970, 1974, 1975, 1977

### Тренера
- Чемпион Эстонии (2): 1997/98, 1998 (осень)
- Серебряный призёр Чемпионата Эстонии (1): 1996/97
- Бронзовый призёр Чемпионата Эстонии (1): 1999
- Обладатель Кубка Эстонии (1): 1997/98
- Обладатель Суперкубка Эстонии (1): 1998
- Серебряный призёр Чемпионата Норвегии (2): 1994, 2000